# Rich Peverley
Rich Peverley (nacido el 8 de julio de 1982  en Guelph, en la provincia de Ontario) es un jugador canadiense de hockey sobre hielo que juega en los Atlanta Thrashers  de la NHL.

## Carrera
Después de pasar cuatro temporadas en el equipo de la Universidad de Saint-Lawrence, equipo que juega en la ECAC Hockey, Peverley dio el salto a las ligas profesionales en 2004 y debutó entonces en la ECHL con los South Carolina Stingrays.
En su primera temporada, sus actuaciones sobre el hielo llaman la atención de los dirigentes de los Milwaukee Admirals de la American Hockey League afiliado a los Nashville Predators. Peverley fue invitado a unirse a ellos para la temporada 2005-2006.
El 18 de enero de 2007 firmó un contrato con los Predators y pocas horas más tarde jugo su primer partido en la NHL. El 10 de enero de 2008 fue traspasado a los Atlanta Thrashers.

## Estadísticas
| 2000-2001   | St.Lawrence Saints       | ECAC        | 29  | 2  | 4  | 6  | -- | 4  |    |   |   |    |    |    |
| 2001-2002   | St.Lawrence Saints       | ECAC        | 34  | 10 | 21 | 31 | -- | 18 |    |   |   |    |    |    |
| 2002-2003   | St.Lawrence Saints       | ECAC        | 34  | 15 | 23 | 38 | -- | 12 |    |   |   |    |    |    |
| 2003-2004   | St.Lawrence Saints       | ECAC        | 41  | 17 | 25 | 42 | -- | 34 |    |   |   |    |    |    |
| 2004-2005   | Portland Pirates         | AHL         | 1   | 0  | 0  | 0  | 0  | 0  |    |   |   |    |    |    |
| 2004-2005   | South Carolina Stingrays | ECHL        | 69  | 30 | 28 | 58 | -- | 72 | 4  | 2 | 2 | 4  | 0  | 6  |
| 2005-2006   | Milwaukee Admirals       | AHL         | 65  | 12 | 34 | 46 | -- | 44 | 21 | 2 | 9 | 11 | 0  | 18 |
| 2005-2006   | Reading Royals           | ECHL        | 11  | 4  | 11 | 15 | -- | 4  |    |   |   |    |    |    |
| 2006-2007   | Nashville Predators      | NHL         | 13  | 0  | 1  | 1  | -1 | 0  |    |   |   |    |    |    |
| 2006-2007   | Milwaukee Admirals       | AHL         | 66  | 30 | 38 | 68 | 9  | 62 | 4  | 1 | 2 | 3  | -2 | 8  |
| 2007-2008   | Nashville Predators      | NHL         | 33  | 5  | 5  | 10 | 4  | 8  | 6  | 0 | 2 | 2  | 0  | 0  |
| 2007-2008   | Milwaukee Admirals       | AHL         | 45  | 14 | 40 | 54 | 3  | 50 | 3  | 1 | 0 | 1  | 0  | 0  |
| 2008-2009   | Nashville Predators      | NHL         | 27  | 2  | 7  | 9  | -3 | 15 |    |   |   |    |    |    |
| 2008-2009   | Atlanta Thrashers        | NHL         | 39  | 13 | 22 | 35 | 16 | 18 |    |   |   |    |    |    |
| Totales NHL | Totales NHL              | Totales NHL | 112 | 20 | 35 | 55 | 16 | 41 | 6  | 0 | 2 | 2  | 0  | 0  |